# Mistrzostwa Wspólnoty Narodów w Zapasach 2017
XV Mistrzostwa wspólnoty narodów w zapasach w rozgrywane były w Brakpan w Południowej Afryce, w dniach 15 - 17 grudnia 2017 roku. Zawody odbyły się na terenie Big Top Arena Carnival City.

## Tabela medalowa
Gospodarz zawodów został zaznaczony kolorem.
| Poz.    | Państwo           |    |    |    | Łącznie |
| 1       | Indie             | 29 | 24 | 6  | 59      |
| 2       | Nigeria           | 1  | 2  | 1  | 4       |
| 3       | Południowa Afryka | 0  | 3  | 8  | 11      |
| 4       | Nowa Zelandia     | 0  | 1  | 1  | 2       |
| 5       | Pakistan          | 0  | 0  | 10 | 10      |
| 6       | Australia         | 0  | 0  | 5  | 5       |
| 7       | Kanada            | 0  | 0  | 2  | 2       |
| 8       | Wielka Brytania   | 0  | 0  | 1  | 1       |
| Łącznie | Łącznie           | 30 | 30 | 34 | 94      |

## Rezultaty

### Mężczyźni

#### Styl klasyczny
| Konkurencja         | Złoto          | Srebro            | Brąz               |
| Kategoria do 55 kg  | Rajender Kumar | Naveen            | Given Chochi       |
| Kategoria do 60 kg  | Manish         | Gyanender         | Muhammad Bilal     |
| Kategoria do 63 kg  | Gaurav Sharma  | Vikas Kumar       | Abdul Wahab        |
| Kategoria do 67 kg  | Manish         | Kumar Anil        | Mudassar Hussain   |
| Kategoria do 72 kg  | Aditya Kundu   | Kuldeep Malik     | Ghulam Ghaus       |
| Kategoria do 77 kg  | Gurpreet Singh | Manjeet           | Johannes de Beer   |
| Kategoria do 82 kg  | Harpreet Singh | Amarnath Amarnath | Lawrence MacGregor |
| Kategoria do 87 kg  | Sunil Kumar    | Prabhpal Singh    | Umair Tariq        |
| Kategoria do 97 kg  | Hardeep Singh  | Sumit Kumar       | Nico Fouche        |
| Kategoria do 130 kg | Naveen Kumar   | Sonu              | Ahmad Butt         |

#### Styl wolny
| Konkurencja         | Złoto              | Srebro             | Brąz                          |
| Kategoria do 57 kg  | Utkarsh Kale       | Jan Combrinck      | Muhammad Bilal Ross Connelly  |
| Kategoria do 61 kg  | Sharvan            | Rahul Aware        | Gert Coetzee                  |
| Kategoria do 65 kg  | Bajrang Kumar      | Terry van Rensburg | Reynhardt Louw Sonu           |
| Kategoria do 70 kg  | Amit Kumar Dhankar | Arun Kumar         | Ghulam Ghous                  |
| Kategoria do 74 kg  | Sushil Kumar       | Parveen Rana       | Jasmit Phulka                 |
| Kategoria do 79 kg  | Jitender           | Veer Dev Gulia     | Connor Evans                  |
| Kategoria do 86 kg  | Deepak Punia       | Pawan Kumar        | Umair Tariq Michael Gaitskill |
| Kategoria do 92 kg  | Somveer Kadian     | Muhammad Inam      | Ajrudeen Airudeen             |
| Kategoria do 97 kg  | Rubaljeet Singh    | Mausam Khatri      | Tayab Raza Martin Erasmus     |
| Kategoria do 125 kg | Hitender Beniwal   | Sumit Kumar        | Sean Molle                    |

### Kobiety

#### Styl wolny
| Konkurencja        | Złoto               | Srebro             | Brąz                       |
| Kategoria do 50 kg | Ritu Phogat         | Nirmala Devi       | Rupinder Kaur              |
| Kategoria do 53 kg | Seema               | Pinki              | Uyen Tuong Thi Ha          |
| Kategoria do 55 kg | Vinesh Phogat       | Manisha            | Jessica Lavers-McBain      |
| Kategoria do 57 kg | Pooja Dhanda        | Sangeeta Phogat    | Ana Moceyawa               |
| Kategoria do 59 kg | Geeta Phogat        | Ravita             | Yareni Guerrero            |
| Kategoria do 62 kg | Sakszi Malik        | Tayla Ford         | Pooja Tomar Aminat Adeniyi |
| Kategoria do 65 kg | Ritu Malik          | Gargi Yadav        | ----                       |
| Kategoria do 68 kg | Divya Kakran        | Blessing Oborududu | Monia                      |
| Kategoria do 72 kg | Kiran               | Winnie Gofit       | Manu Tomar                 |
| Kategoria do 76 kg | Dressman Kemasuodei | Pooja Pooja        | Kavita                     |